# Copa del Xeic Jassem de Qatar
La Copa del Xeic Jassem de Qatar (àrab: كأس الشيخ جاسم) és una competició futbolística de Qatar. És organitzada per l'Associació de Futbol de Qatar. És la competició de supercopa nacional, disputada entre els campions de la Qatar Stars League i la Copa de l'Emir de Qatar.

## Historial
Font:
- 1977: Al-Sadd
- 1978: Al-Sadd
- 1979: Al-Sadd
- 1980: Al-Arabi
- 1981: Al-Sadd
- 1982: Al-Arabi
- 1983: Qatar SC
- 1984: Qatar SC
- 1985: Al-Sadd
- 1986: Al-Sadd
- 1987: Qatar SC
- 1988: Al-Sadd
- 1989: Al Wakrah
- 1990: Al-Sadd
- 1991: Al Wakrah
- 1992: Al Rayyan
- 1993: No es disputà
- 1994: Al-Arabi
- 1995: Qatar SC
- 1996: Al-Shamal
- 1997: Al-Sadd
- 1998: Al Wakrah 2-0 Al Ahly
- 1999: Al-Sadd 3-2 Al-Taawun
- 2000: Al Rayyan 2-0 Al-Taawun
- 2001: Al-Sadd
- 2002: Al-Khor 1-0 Qatar SC [gol d'or]
- 2003: Al-Shabab 2-1 Al Wakrah [pròrroga]
- 2004: Al Wakrah 1-1 Qatar SC [pròrroga, 3-1 penals]
- 2005: Al-Gharafa 2-1 Al Ahly
- 2006: Al-Sadd 2-0 Al Rayyan
- 2007: Al-Gharafa 4-2 Al-Sailiya
- 2008: Al-Arabi 3-0 Al Rayyan
- 2009: Umm-Salal SC 2-0 Al-Khor SC
- 2010: Al-Arabi 1-0 Lekhwiya
- 2011: Al-Arabi 3-2 Umm-Salal SC
- 2012: Al Rayyan 1-0 Al-Sadd
- 2013: Al Rayyan 2-0 Al-Kharitiyath SC
- 2014: Al-Sadd 3-2 Lekhwiya
- 2015: Lekhwiya 4-2 Al-Sadd
- 2016: Lekhwiya 2-0 Al-Rayyan
- 2017: Al-Sadd 4-2 Al-Duhail SC
- 2018: Al-Rayyan 1-1 Al-Duhail SC [5-3 penals]
- 2019: Al-Sadd 1-0 Al-Duhail SC